# Dave Zeltserman
Dave Zeltserman, né en 1959 à Boston, Massachusetts, aux États-Unis, est un écrivain de roman policier américain.

## Biographie
Il fait ses études à l'université du Colorado et devient informaticien. Il publie son premier roman Fast Lane en 2000 et écrit des nouvelles pour le Ellery Queen's Mystery Magazine. À partir de 2007, il intensifie sa production et signe plusieurs séries de romans mettant en scène différents personnages récurrents. Plusieurs de ses textes dénotent un goût prononcé pour l'inquiétant, le macabre, voire l'horreur. En 2009, Julius Katz, le plus brillant, le plus excentrique et probablement le plus paresseux de tous les détectives de Boston apparaît pour la première fois dans la nouvelle Julius Katz qui reçoit plusieurs prix aux États-Unis, dont le prix Shamus de la meilleure nouvelle en 2010. Avec l'aide de l'ineffable Archie, un génie de l'informatique maigrelet de corps, mais ayant une âme de dur-à-cuire, Julius Katz mène ses enquêtes avec panache et désinvolture dans un univers où l'humour et parfois l'absurde sont au rendez-vous. Ce duo improbable revient dans plusieurs recueils de nouvelles et dans le roman Julius Katz and Archie (2011).
Zeltserman a également publié un essai sur Jim Thompson en 2002.
En France, il débute dans la collection Rivages/Thriller en 2011 avec Small Crimes, traduit sous le titre Crimes sans importance. Ce titre est réédité en poche en 2013 dans la collection Rivages/Noir et un deuxième roman, Trouver la faille (Outsourced), est publié dans la collection Rivages/Thriller.

## Œuvres

### Romans

#### SérieBadass Gets Out of Jail
- Small Crimes (2008) Publié en français sous le titre Crimes sans importance, Paris, Rivages/Thriller 2011, rééd. Paris, Rivages/Noir no 933, 2013.
- Pariah (2009)
- Killer (2010)

#### SérieBill Shannon
- Bad Thoughts (2007)
- Bad Karma (2009)

##### SérieJulius Katz
- Julius Katz and Archie (2011)

#### SérieHunted
- The Hunted (2012)
- The Dame (2012)

#### Autres romans
- Fast Lane ou In His Shadow (2000)
- The Caretaker of Lorne Field (2010)
- Outsourced (2010) Publié en français sous le titre Trouver la faille, Paris, Rivages/Thriller 2013.
- Blood Crimes (2010)
- A Killer's Essence (2011)
- Monster (2012)
- Mind Prison (2013)

### Nouvelles

#### Recueils de nouvelles de la sérieJulius Katz
- Julius Katz Mysteries (2011)
- One Angry Julius Katz and Other Stories (2012)
- Archie Solves the Case (2013)

#### Autres recueils de nouvelles
- 21 Tales (2010)

#### Nouvelles isolées
- Almost Human (2003)
- Money Run (2005)
- Closing Time (2006)
- Dave Stevens, I Presume? (2007)
- Julius Katz (2009)
- Archie's Been Framed (2010)
- The Mentor (2011)
- Some People Deserve to Die (2011)
- A Hostage Situation (2011)
- Brother’s Keeper (2019)

### Essai
- A Short Essay on Jim Thompson (2002)

## Récompenses
- Shamus Award : Best Short Story : 2010 : Julius Katz.
- Derringer Award : 2010 : Julius Katz.
- Ellery Queen Reader's Choice Award: 2010 :  Archie's Been Framed.